# Knee Lake
Knee Lake är en sjö i Kanada.   Den ligger i provinsen Manitoba, i den sydöstra delen av landet, 1 700 km nordväst om huvudstaden Ottawa. Knee Lake ligger 173 meter över havet. Arean är 177 kvadratkilometer. Den sträcker sig 23,2 kilometer i nord-sydlig riktning, och 31,3 kilometer i öst-västlig riktning.
Trakten runt Knee Lake är nära nog obefolkad, med mindre än två invånare per kvadratkilometer.